# Tsang-dynastie
De Tsang-dynastie was een dynastie die van 1565 tot 1642 heerste over grote delen van Tibet. De dynastie werd gesticht door Shingshapa Tseten Dorje (Karma Tseten), een functionaris van de prins van de Rinpung-dynastie en gouverneur van Shigatse in de regio Tsang sinds 1548.

## Vorsten
De naam van de vorsten wordt vaak voorafgegaan met Karma.
- Shingshapa Tseten Dorje (1565 - voor 1582)
- Thutob Namgyal (?)
- Künpang Lhawang Dorje (genoemd in 1582)
- Tensung Wangpo (? - 1611?)
- Püntsog Namgyal (voor 1603 - 1620)
- Tenkyong Wangpo (1620 - 1642)